# ГЕС Расувагаді
ГЕС Расувагаді – гідроелектростанція, що споруджується у Непалі. Знаходячись перед ГЕС Аппер-Трішулі 3A, становитиме верхній ступінь каскаду на Трішулі, лівій притоці річки Сеті-Гандакі, котра своєю чергою є лівою твірною Гандакі (впадає ліворуч до Гангу). Можливо відзначити, що надалі між названими станціями планується спорудження ще кількох ГЕС каскаду.
В межах проєкту річку за кілька сотень метрів нижче від злиття її витоків Kerung Khola та Lende Khola перекриють водозабірною греблею, яка спрямовуватиме ресурс до трьох підземних камер для видалення осаду розмірами по 125х15х12 метрів. Далі підготована вода транспортуватиметься через прокладений у лівобережному гірському масиві дериваційний тунель довжиною 4,2 км з перетином 6х6 метра. 
Підземний машинний зал матиме розміри 76х15 метрів при висоті 36 метрів. Тут встановлять три турбіни типу Френсіс потужністю по 38,5 МВт, які використовуватимуть напір у 168 метрів та забезпечуватимуть виробництво 614 млн кВт-год електроенергії на рік.
Відпрацьована вода повертатиметься у річку по відвідному тунелю довжиною 0,6 км.
Видача продукції відбуватиметься по ЛЕП, розрахованій на роботу під напругою 132 кВ.
У серпні 2018-го на будівництві станції закінчили проходку підвідного тунелю.